# Trarego Viggiona
Trarego Viggiona é uma comuna italiana da região do Piemonte, província do Verbano Cusio Ossola, com cerca de 379 habitantes. Estende-se por uma área de 18 km², tendo uma densidade populacional de 21 hab/km². Faz fronteira com Aurano, Cannero Riviera, Cannobio, Falmenta, Oggebbio.

## Demografia
| Variação demográfica do município entre 1861 e 2011                               |
|                                                                                   |
| Fonte: Istituto Nazionale di Statistica (ISTAT) - Elaboração gráfica da Wikipedia |